# Äs, Enköpings kommun
Äs är en by i sydöstra delen av Härnevi socken i norra delen av Enköpings kommun, Uppland.
Byn består av enfamiljshus samt bondgårdar och är belägen vid korsningen länsväg C 558 - C-561. I sydväst ligger den lilla tjärnen Äspuss samt Äsåsens naturreservat och gravfält.